# NGC 4249
NGC 4249 est une galaxie lenticulaire située dans la constellation de la Vierge. Elle a été découverte par l'astronome allemand Albert Marth en 1864.

## Caractéristiques
Sa vitesse par rapport au fond diffus cosmologique est de 2 956 ± 24 km/s, ce qui correspond à une distance de Hubble de 43,6 ± 3,1 Mpc (∼142 millions d'al).

## Amas de la Vierge
Bien que NGC 4249 n'apparaisse dans aucun groupe de galaxies des sources consultées, la désignation VCC 266 (Virgo Cluster Catalog) indique que cette galaxie devrait faire partie de l'amas de la Vierge. Mais, à l'instar des galaxies du groupe de NGC 4235, elle est située à la limite lointaine de l'amas de la Vierge,, qui est l'un des amas en compagnie du Groupe local du superamas de la Vierge.